# Taquaral (ort)
Taquaral är en ort i Brasilien.   Den ligger i kommunen Taquaral och delstaten São Paulo, i den sydöstra delen av landet, 600 km söder om huvudstaden Brasília. Taquaral ligger 648 meter över havet och antalet invånare är 2 726.
Terrängen runt Taquaral är huvudsakligen platt. Taquaral ligger uppe på en höjd. Närmaste större samhälle är Bebedouro, 15,4 km nordväst om Taquaral.
Trakten runt Taquaral består till största delen av jordbruksmark. Runt Taquaral är det ganska tätbefolkat, med 93 invånare per kvadratkilometer.